# Guiberoua Bété jezik
Guiberoua Béte jezik (centralni bété, zapadni bété; ISO 639-3: bet), nigersko-kongoanski jezik iz skupine kru, kojim govori 130 000 ljudi (1993 SIL) na jugozapadu Obale Bjelokosti.
Najsrodniji je s jezikom godié [god]. Nije srodan s bete [byf] iz Nigerije, koji pripada u jukunoide. Ima dva dijalekta soubré i guiberoua. Pismo: latinica.

## Vanjske poveznice
- Ethnologue (14th)
- Ethnologue (15th)